# Йосеф Каєтан Тил
Йо́сеф Ка́єтан Тил (чеськ. Josef Kajetán Tyl; 4 лютого 1808, Кутна Гора —  11 липня 1856, Пльзень) — чеський драматург, прозаїк, журналіст, актор, режисер, літературний і театральний критик.
Завдяки своїй багатобічній і невтомній діяльності Тил увійшов до чеської історії як один з будителів національної свідомості; багато зробив для формування сучасної чеської нації.
Народився в сім'ї музиканта; навчався в гімназіях у Празі і Градці Краловому. Вступив був до університету, але навчання не закінчив, приєднавшися до мандрівної театральної трупи. В тридцяті-сорокові роки редагував кілька часописів, де друкував і свої прозові твори (наприклад, образок із сучасного життя «Шматки мого серця», 1844; історичні новели «Розіна Рутгардова», 1839, та «Кутногорський декрет», 1841 тощо). Серед цих часописів — «Květy» («Квіти»), де він працював найдовше (1834—1836 та 1841—1845), «Jindy a nyní» («Колись і тепер»), «Pražský posel» («Празький кур'єр»; 1846—1848), а після поразки Революції 1848 року — «Sedlské noviny» («Сільські вісті», 1849).
Проте його діяльність як прозаїка і навіть як журналіста не зробила стільки для розвитку національної культури, як діяльність драматургічна, театральна та організаційна (і в культурному, і в політичному аспекті). В часи майже повного панування німецькомовних вистав Тил працював у нечисленних чеських трупах (іноді й очолюючи їх, як-от Каєтанський театр у 1834—1837). Від 1846 він урядував репертуарною частиною чеського відділку Станового театру (який давав вистави обома мовами). В добу революції Тил організував там спеціальну політичну сцену, за що його й звільнили з театру 1851 року.
Найкращими в доробку Тила вважають ті його п'єси, в яких значними є казкові мотиви: «Вперта жінка» («Tvrdohlavá žena», 1849), «Лісова панна» («Lesní panna», 1850), «Їржикове видіння» («Jiříkovo vidění», 1849), «Страконицький дудар» («Strakonický dudák», 1847). Останні дві драми відзначаються мотивами уславлення патріархальних, традиційних засад народного життя. Проте є в нього не тільки казкові, а й історичні драми («Drahomíra a její synové», 1849; «Jan Hus», 1848; «Žižka z Trocnova»; «Měšt'ané a studenti», 1850, яку опублікували лише 1870 року, довго по смерті митця) і навіть п'єси з сучасного йому життя: «Дочка палія» («Paličova dcera», 1847), «Банкрут» («Bankrotář», 1848), «Кутногорські рудокопи» («Kutnohorští havíři», 1847).
Не тільки політичні, але й побутові гоніння переслідували Тила. Його енергійний, богемний штиб життя не міг подобатися міщухам, які пустили плітки (подекуди й досьогодні живі) про його нібито розпусту, зломовно використовуючи той факт, що через великі нестатки Тил мешкав у одному приміщенні з дружиною та її сестрою, також акторкою, в якої були свої діти.
Якщо для драм Тила характерні гострота і вдала побудова цікавого сюжету, природність і невимушеність діалогів, майстерне розкриття характерів дійових осіб, то його проза з історичної відстані здається менш видатною. В ній поєднуються естетичні принципи відразу і сентименталізму, і романтизму, і реалізму (до вже названих оповідань можна додати «Злодія» («Zloděj») та «З життя бідних» («Ze života chudých», 1845)).
У написаній Тилом 1834 року комедії «Fidlovačka» є пісня «Де моя батьківщина» (чеськ. «Kde domov můj?»), якій судилося стати гімном Чеської республіки (за часів Чехословаччини це була лише одна частина чехословацького гімну, другу складав текст на слова Янка Матушки).